# ضاحي النوبي
ضاحي النوبي، لاعب كرة قدم قطري دولي سابق مثل منتخب قطر في كأس آسيا 2000 .
لعب مع أندية السد والوكرة و أم صلال والريان .

## مسيرته الكروية
لعب ضاحي النوبي خلال مسيرته الاحترافية مع 4 أندية في ثمانية عشر موسمًا وسجل خلالها 5 أهداف ضمن 224 مباراة. حيث فاز في أربعة مواسم بالكأس وفي موسمين بالدوري.
خاض ضاحي النوبي مسيرته مع نادي السد في موسم 1994–95 ليلعب معه أحد عشر موسمًا، مشاركًا في 124 مباراة سجل خلالها 3 أهداف. ثم انتقل إلى نادي الوكرة في موسم 2005–06 ولمدة موسمين، حيث شارك في 38 مباراة ولم يسجل أي هدف. لينتقل بعدها إلى نادي الريان في موسم 2006–07 لمدة موسم واحد، مشاركًا في 7 مباريات ولم يسجل أي هدف أيضًا. ثم انتقل إلى نادي أم صلال في موسم 2007–08 ليلعب معه أربعة مواسم، مشاركًا في 55 مباراة سجل خلالها هدفين.

## روابط خارجية
- ضاحي النوبي على موقع الاتحاد الدولي (مؤرشف)  (الإنجليزية)
- ضاحي النوبي على موقع قاعدة بيانات كرة القدم.إي يو (الإنجليزية)
- ضاحي النوبي على موقع ناشيونال فوتبول تيمز (الإنجليزية)